# Western Pennsylvania School for the Deaf
Ne doit pas être confondu avec Pennsylvania School for the Deaf.
Western Pennsylvania School for the Deaf, dont le nom est couramment abrégé en WPSD, est une école pour sourds, située à Edgewood, dans l'État de Pennsylvanie, aux États-Unis. Elle a été fondée en 1869. 